# Реаниматор
Реаниматор (енгл. Re-Animator) је амерички комични хорор филм из 1985. године, редитеља Стјуарта Гордона и продуцента Брајана Јузне, са Џефријем Кумсом, Брусом Аботом, Барбаром Крамптон и Дејвидом Гејлом у главним улогама. Радња се темељи на истоименој причи Хауарда Филипса Лавкрафта и прати студента медицине, Херберта Веста, који је открио формулу напитка помоћу кога може да оживи мртве.
Филм је сниман у Холивуду, а премијерно је приказан 18. октобра 1985. Од продаје улазница зарадио је преко 2 милиона долара, чиме је покрио трошкове буџета, који је износио 900.000 $. Био је номинован за Награду Сатурн за најбољи хорор филм, коју је изгубио од Ноћи страве. Добио је веома позитивне критике и сматра се култним класиком. На сајту Ротен томејтоуз оцењен је са 94% и описан као „савршена мешавина хумора и хорора”. Многи критичари га сврставају на листу 100 најбољих хорор филмова свих времена.
Гордон, Јузна, Кумс и Крамптон поновили су сарадњу наредне године, на филму Из друге димензије. Реаниматор је добио и два званична наставка, од којих је први објављен 1990. под насловом Реаниматорова невеста, а други 2003. под насловом Изван Реаниматора. Јузна је режирао оба наставка, а Кумс се вратио у улогу Херберта Веста.

## Радња
На Институту за медицину Универзитета у Цириху, Херберт Вест успева да помоћу мистериозног напитка врати у живот свог недавно преминулог професора Ханса Грубера. Упркос томе, Грубер има ужасне последице и убрзо поново умире, што Вест објашњава тиме да му је дао превелику дозу. Када га оптуже да је убио професора, Вест се брани тврдњом да га није убио, већ му је „подарио нови живот”.
Вест након тога одлази у Аркхам да настави своје истраживања. Изнајмљује собу са још једним студентом медицине, Деном Каином. С друге стране, др Карл Хил начуо је за Вестово откриће и покушаће да украде формулу напитка како би стекао светску славу...

## Улоге
| Глумац               | Улога               |
| -------------------- | ------------------- |
| Џефри Кумс           | Херберт Вест        |
| Брус Абот            | Ден Каин            |
| Барбара Крамптон     | Меган Холси         |
| Дејвид Гејл          | др Карл Хил         |
| Роберт Сампсон       | декан Алан Холси    |
| Ал Бери              | др Ханс Грубер      |
| Каролин Перди-Гордон | др Харод            |
| Ијан Патрик Вилијамс | швајцарски професор |
| Гери Блек            | Мејс                |
| Питер Кент           | Мелвин              |
| Крејг Рид            | леш с једном руком  |